# 書肆ゲンシシャ

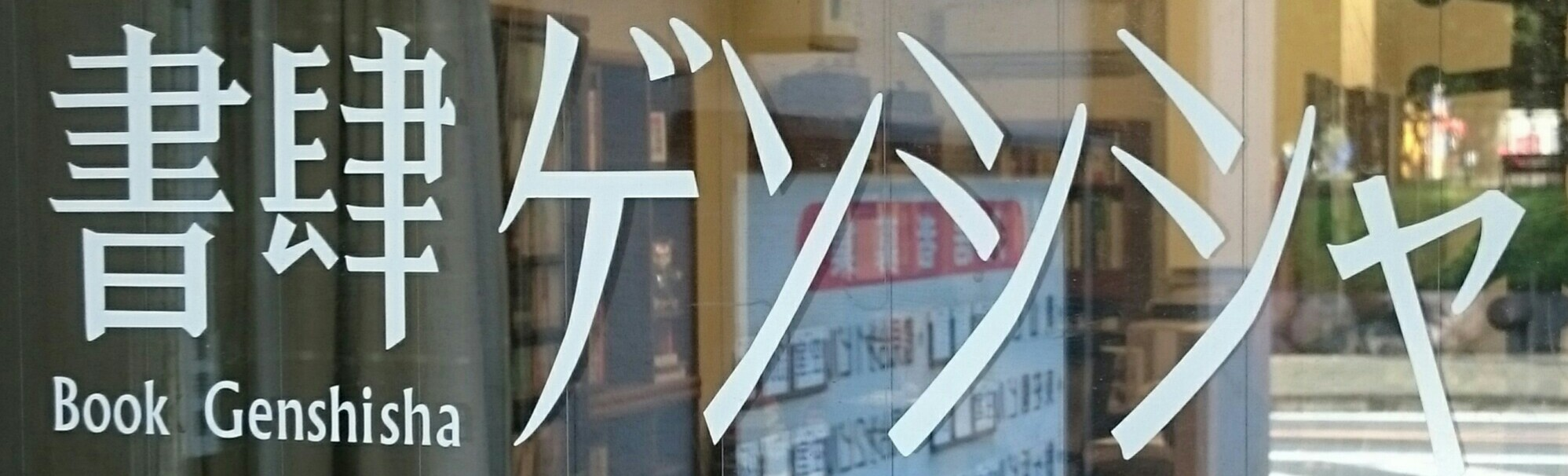
書肆ゲンシシャ

書肆ゲンシシャ（しょしゲンシシャ）は、大分県別府市青山町7-58にある書店・出版社・カルチャーセンター。2016年2月に開店した。

## 概要
驚異の部屋をテーマにした空間を展開している。死後写真の展覧会を開催している。また、隠された母の古写真を取り揃えていることでも知られている。死体・奇形・戦争・芸妓・遊郭・LGBT・別府に関する古写真を扱っている。直筆原稿や春画も取り扱っており、店内にて閲覧できる。ロゴは別府在住の99歳の元看板絵師、松尾常巳による。
店主は日本マンガ学会に所属しており、知見を活かしマンガ図書館としても運営している。

## アクセス
- 大分県別府市青山町7-58 - 別府公園そば
- JR九州日豊本線別府駅より徒歩7分